# Luciana Mendes
Luciana Mendes, född 26 juli 1971, är en friidrottare från Brasilien. Hon deltog vid olympiska sommarspelen 1996 och olympiska sommarspelen 2004.